# Pavlov (okres Břeclav)
Pavlov (německy Pollau) je obec v okrese Břeclav nacházející se na úpatí Pavlovských vrchů při pravém (jižním) břehu vodní nádrže Nové Mlýny asi 8 km severně od Mikulova. Žije zde 621 obyvatel.
Hlavním zdrojem bohatství obce vždy bylo vinařství. Už počátkem 17. století se zde pěstovala vinná réva na více než polovině půdy. Jedná se o vinařskou obec v Mikulovské vinařské podoblasti (viniční tratě Pod Pannama, Nad jezerem, Pod Pálavou, Slunný vrch, U Božích muk, Nová hora, Stará hora, Na výsluní, Sahara).

## Název
Původní jméno vesnice bylo Pulín (z roku 1276 doložena i varianta Pulina), odvozené od osobního jména Pula (nebo Púla), které bylo domáckou podobou některého ze jmen Pulek, Pulec, Pulčík, Pulkava. Význam místního jména byl "Pulův majetek" (Pulina pak znamenalo "Pulova ves"). Jednak podobností základu jména vesnice se jménem Pavel (užívaného ve starší češtině v podobách Paulus, Paulík, Paula a jeho obecně známou latinskou podobou (předlohou) Paulus), jednak podobností se jménem pohoří Pálava, na jehož úpatí leží (a které je zdrojem přípony -ov), vznikla podoba Paulov poprvé doložená roku 1334. Z nového českého Paulov vzniklo i německé jméno Pollau. Místní obyvatelé vesnici až do 20. století nazývali Palava, což v 19. století krátce proniklo i do úředních záznamů. Koncem 19. století vznikl i umělý novotvar Polany pod vlivem objevu existence raně středověkého slovanského kmene Polanů na území Dolního Rakouska.

## Historie
Zdejší oblast byla osídlena již ve starší době kamenné, ale nejstarší místní nálezy jsou až ze střední fáze mladého paleolitu. První písemná zmínka o obci pochází z 11. století, kdy Pavlov patřil staroboleslavské kapitule. Původně šlo o slovanskou osadu, avšak někdy počátkem 13. století se ve zdejší oblasti usídlilo německy hovořící obyvatelstvo. V tomto období byl nad obcí založen hrad Děvičky. Roku 1334 přešel Pavlov do majetku mikulovského panství, kde zůstal až do roku 1848. V roce 1526 přivedl Balthasar Hubmaier do Mikulova a jeho okolí novokřtěnce, kteří se usadili celkem v 56 obcích. První zmínky o novokřtěncích v Pavlově pocházejí z roku 1543. Převažující německy hovořící obyvatelstvo zde žilo až do nuceného vysídlení v letech 1945–1946.
V období třicetileté války prošla Pavlovem vzhledem k jeho strategicky významné poloze řada vojenských jednotek, což mělo za následek rabování, požáry a mnohdy i smrt. Válku nepřežila celá čtvrtina obyvatel obce. Velké požáry zachvátily obec i v letech 1696, 1713, 1833 a 1884. V roce 1658 byl postaven kostel zničený husitskými vojsky v roce 1426 a zasvěcen sv. Barboře. Mezi červencem a listopadem 1809 obsadilo Pavlov stejně jako okolní obce napoleonské vojsko. Roku 1866 během prusko-rakouské války pak další vojsko. Na základě Mnichovské dohody připadl Pavlov nacistickému Německu a 8. října 1938 byl obsazen wehrmachtem. Osvobozen byl 22. dubna 1945.
Na katastrálním území obce probíhaly v letech 1952–1972 archeologické výzkumy, které vedl brněnský archeolog Bohuslav Klíma. Vykopávky poskytly množství cenných nálezů z období gravettienu – doby lovců mamutů a pavlovienu, který pochází z roku 1959. Pavlov je proto archeologickou lokalitou evropského významu. V roce 2014 v obci začala výstavba Archeologického parku Pavlov. Ta byla dokončena v roce 2016 a v roce 2017 získal objekt Českou cenu za architekturu.

## Obyvatelstvo
Nejvíce obyvatel v Pavlově žilo v roce 1900 – 1117. Roku 1930 měla obec 1089 obyvatel, velkou většinou německé národnosti (98,7 %) – ti byli v letech 1945–1946 vesměs vysídleni a značná část domů postupně odstraněna. Po válce a dosídlení obce zde žilo 658 obyvatel, v roce 1991 pak 546 osob.

### Struktura
V obci k počátku roku 2016 žilo celkem 575  obyvatel. Z nich bylo 272  mužů a 303 žen. Průměrný věk obyvatel obce dosahoval 42,7% let. Dle Sčítání lidu, domů a bytů provedeném v roce 2011, kdy v obci žilo 526  lidí. Nejvíce z nich bylo (16,3%) obyvatel ve věku od 50 do 59  let. Děti do 14 let věku tvořily 11,6% obyvatel a senioři nad 70 let úhrnem 5,9%. Z celkem 465  občanů obce starších 15 let mělo vzdělání 45,6% střední vč. vyučení (bez maturity). Počet vysokoškoláků dosahoval 7,1% a bez vzdělání bylo naopak 1,1% obyvatel. Z cenzu dále vyplývá, že ve městě žilo 261 ekonomicky aktivních občanů. Celkem 87% z nich se řadilo mezi zaměstnané, z nichž 61,3% patřilo mezi zaměstnance, 5,4% k zaměstnavatelům a zbytek pracoval na vlastní účet. Oproti tomu celých 44,7% občanů nebylo ekonomicky aktivní (to jsou například nepracující důchodci či žáci, studenti nebo učni) a zbytek svou ekonomickou aktivitu uvést nechtěl.Úhrnem 208 obyvatel obce (což je 39,5%), se hlásilo k české národnosti. Dále 153 obyvatel bylo Moravanů a 4 Slováků. Celých 129 obyvatel obce však svou národnost neuvedlo.
Vývoj počtu obyvatel za celou obec i za jeho jednotlivé části uvádí tabulka níže, ve které se zobrazuje i příslušnost jednotlivých částí k obci či následné odtržení.
| Místní části   | Místní části | 1869 | 1880 | 1890 | 1900 | 1910 | 1921 | 1930 | 1950 | 1961 | 1970 | 1980 | 1991 | 2001 | 2011 |
| -------------- | ------------ | ---- | ---- | ---- | ---- | ---- | ---- | ---- | ---- | ---- | ---- | ---- | ---- | ---- | ---- |
| Počet obyvatel | část Pavlov  | 981  | 1112 | 1123 | 1117 | 1105 | 1116 | 1089 | 658  | 608  | 532  | 504  | 546  | 543  | 526  |
| Počet domů     | část Pavlov  | 197  | 205  | 224  | 232  | 247  | 250  | 280  | 162  | 143  | 136  | 135  | 163  | 207  | 214  |

### Náboženský život
Obec je sídlem římskokatolické farnosti Pavlov u Mikulova. Ta je součástí mikulovského děkanství brněnské diecéze v moravské provincii. Při censu prováděném v roce 2011 se 85 obyvatel obce (16%) označilo za věřící. Z tohoto počtu se 50 hlásilo k církvi či náboženské obci, a sice 39 obyvatel k římskokatolické církvi (7% ze všech obyvatel obce). Úhrnem 182 obyvatel se označilo bez náboženské víry a 259 lidí odmítlo na otázku své náboženské víry odpovědět.

## Pamětihodnosti
Od roku 1995 je obec chráněna jako vesnická památková rezervace pro soubor staveb lidové architektury – domů s barokními štíty řazenými vedle sebe kolmo k protáhlé stoupající návsi. Součástí rezervace je i Česká ulice – řada renesančních a barokních nadsklepních vinařských domů s jádrem z 16. a 17. století. Uprostřed návsi se nachází barokní farní kostel sv. Barbory z roku 1658 s pozdně gotickou věží a pozdně klasicistní přístavbou kostelní lodi. Pozoruhodný je i jednotně barokně formovaný hřbitov s výrazným vstupním průčelím.
Obec se nachází na okraji Národní přírodní rezervace Děvín. Nad obcí se nachází na vápencovém bradle zřícenina hradu Děvičky. Na polích severně od obce bylo v 50. letech 20. století zkoumáno sídliště lovců mamutů. Část nálezů je vystavena v archeologické exposici v Dolních Věstonicích.

## Galerie

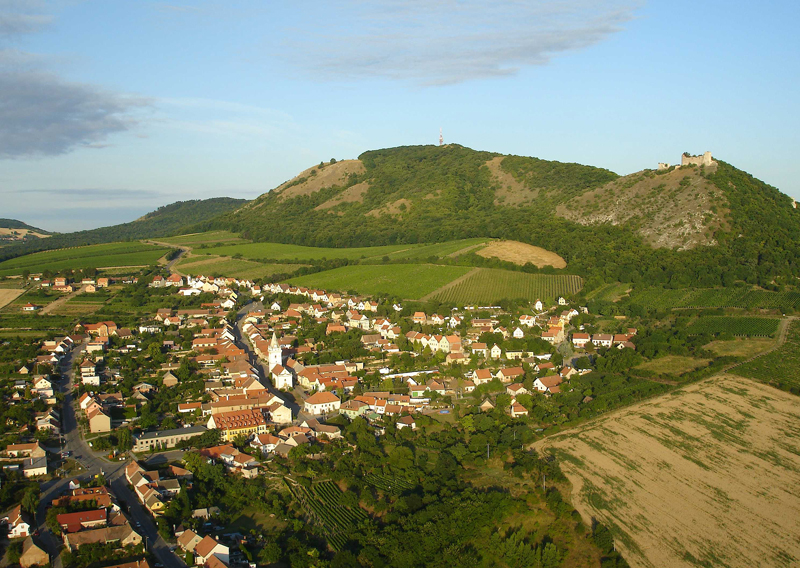
letecký pohled od severu
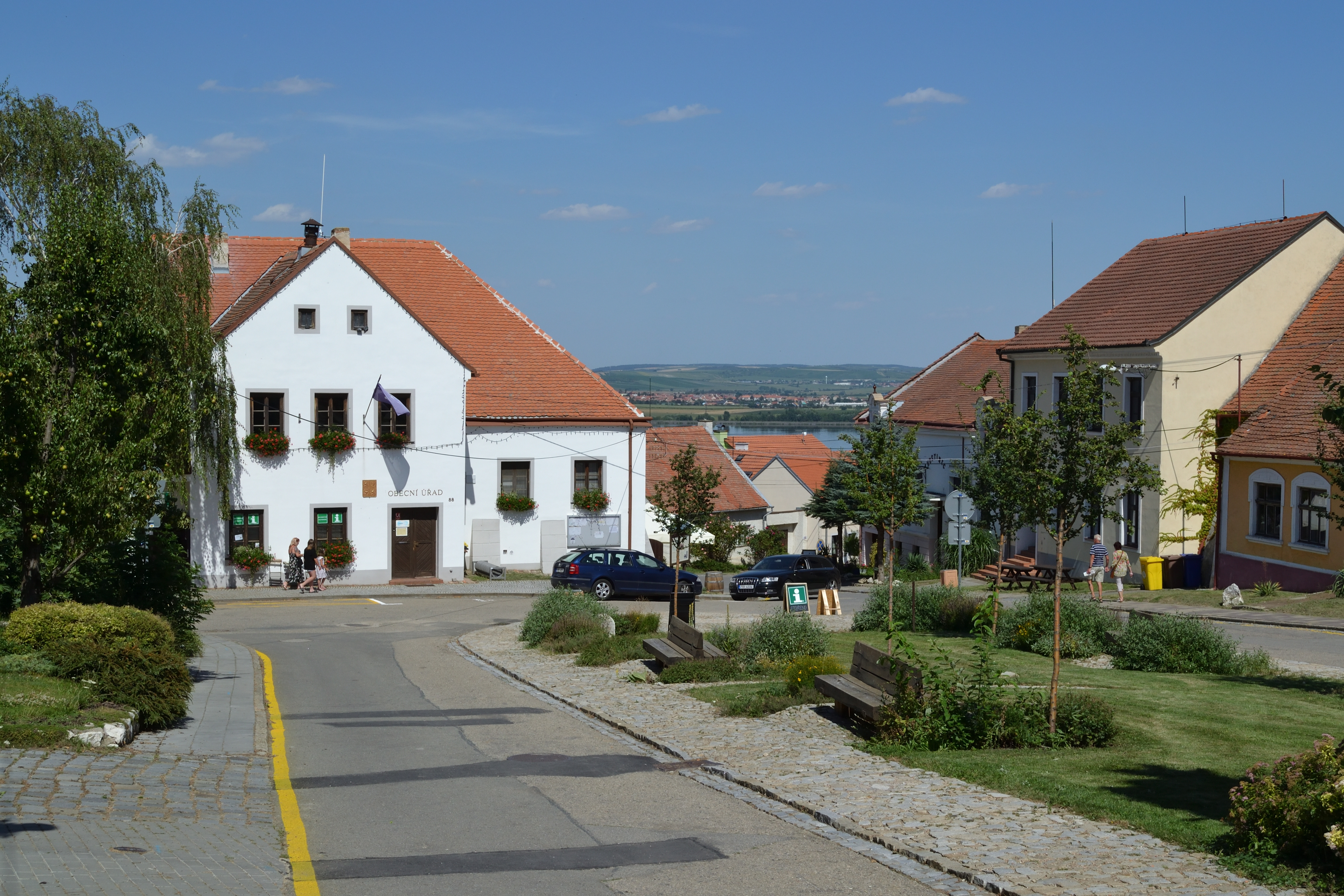
náves s obecním úřadem
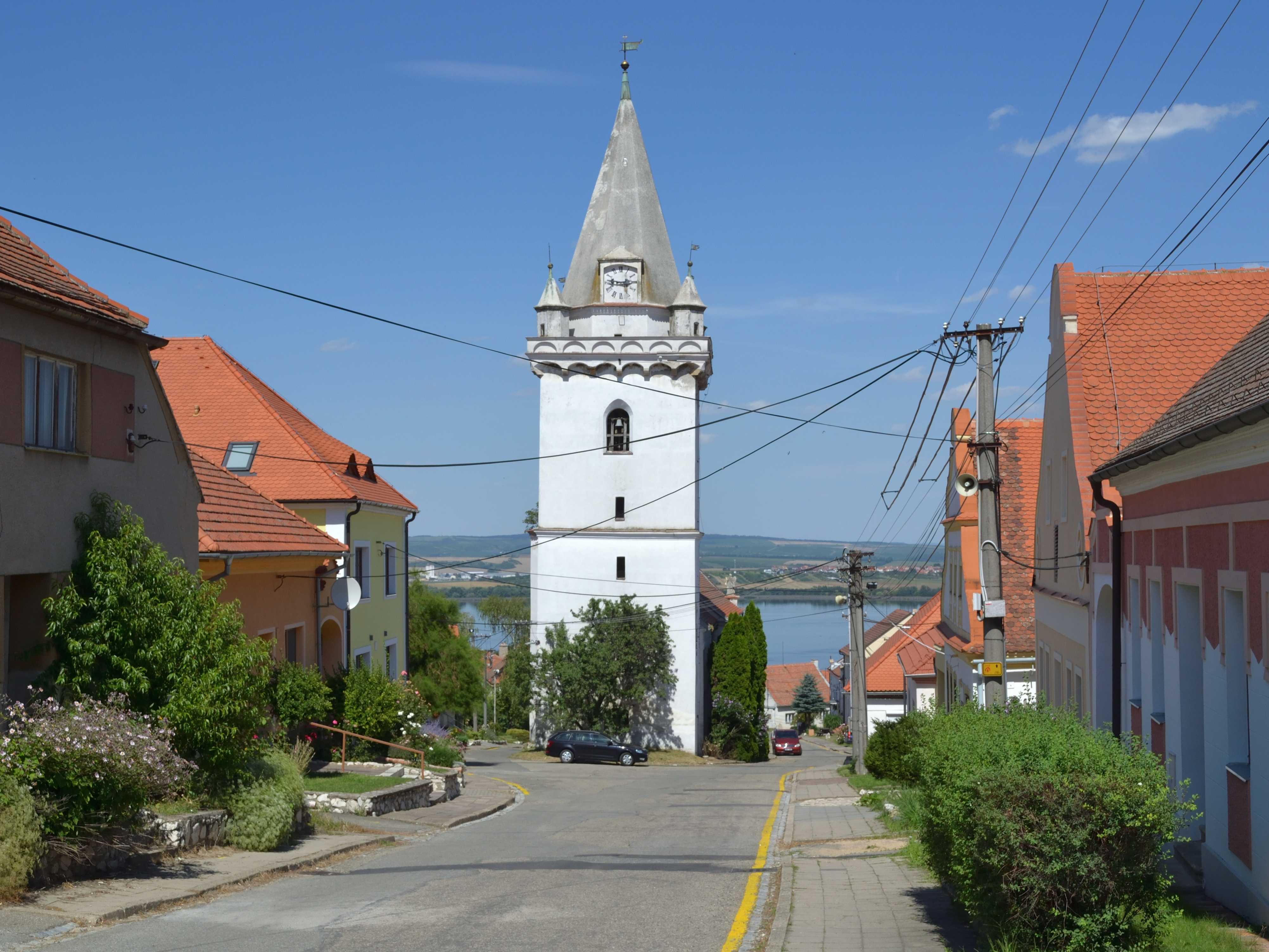
ul. Na Návsi, kostelní věž
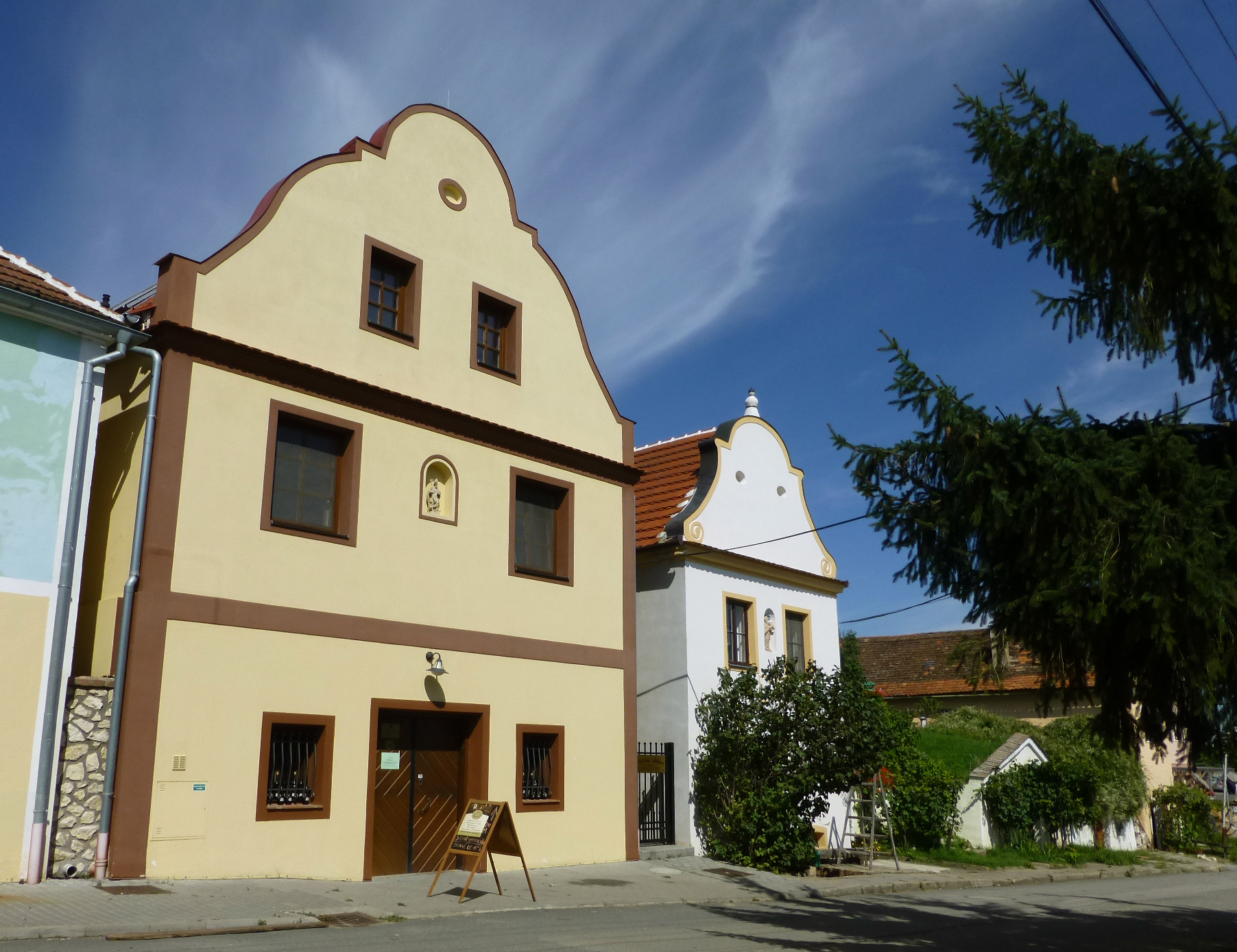
viniční domy
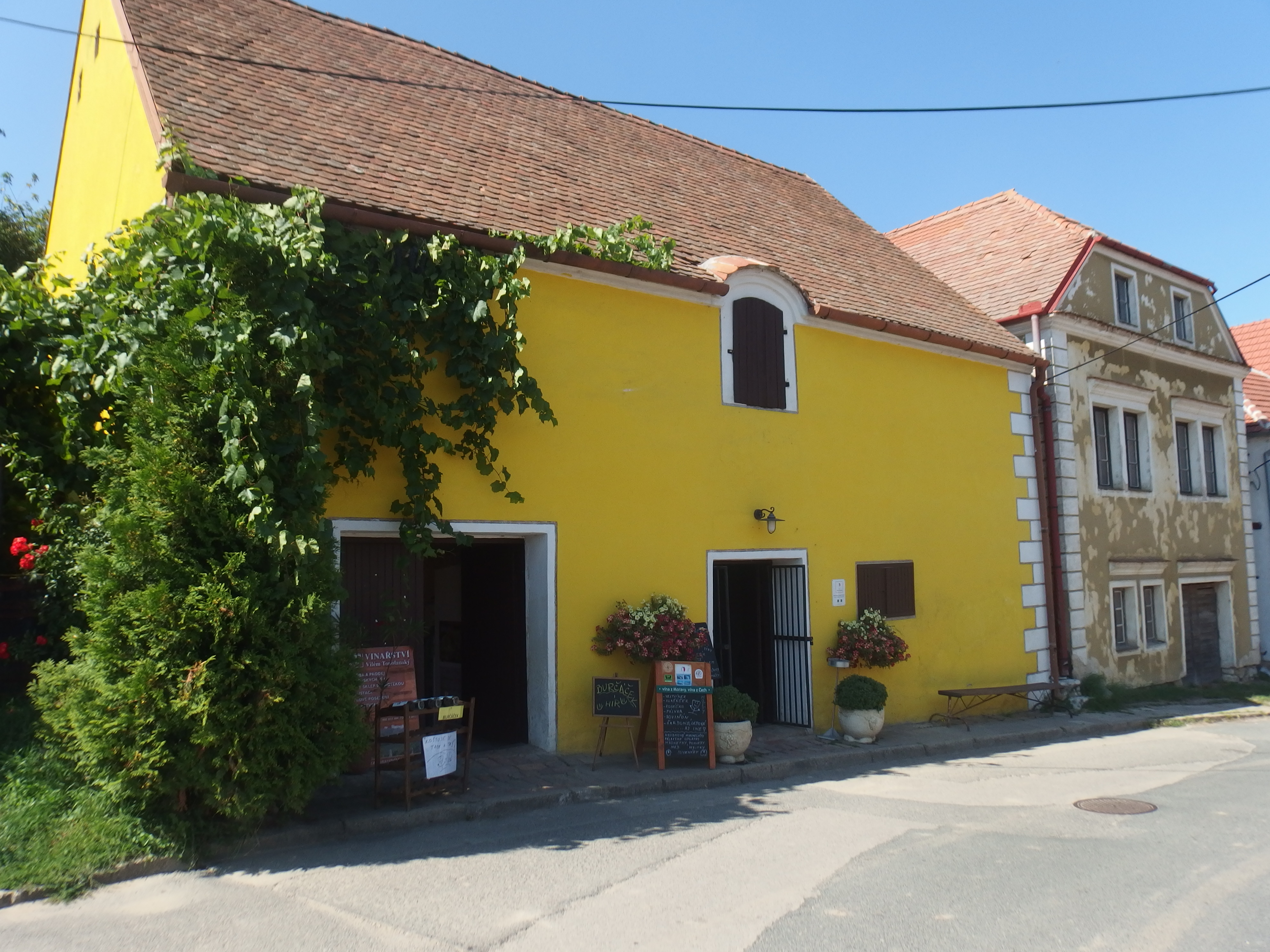
stará hasičská zbrojnice
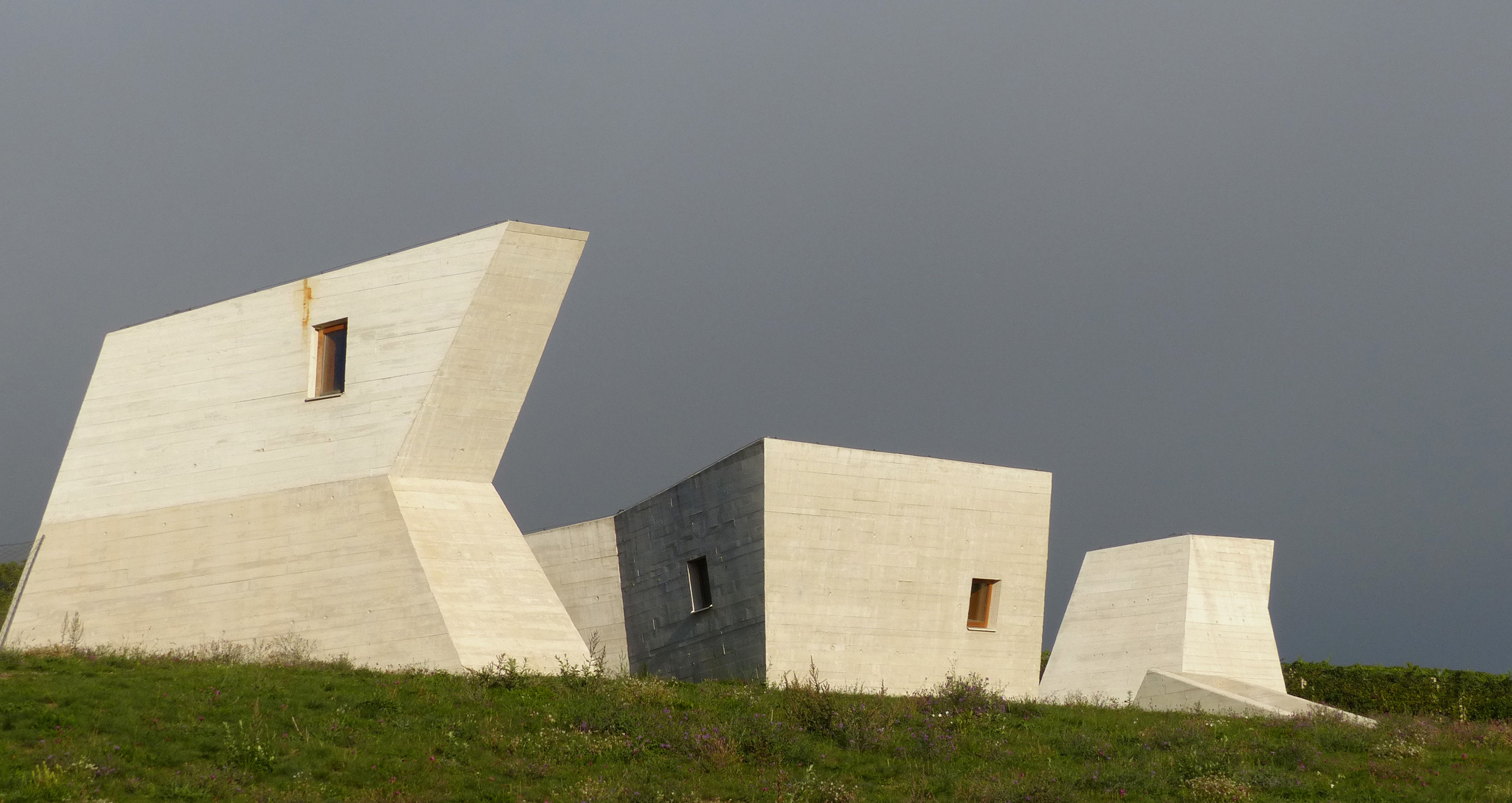
Archeopark Pavlov